# Neoregostoma giesberti
Neoregostoma giesberti là một loài bọ cánh cứng trong họ Cerambycidae.